# 600.000 francs par mois (película de 1926)
600.000 francs par mois es una película muda de comedia francesa de 1926 dirigida por Nicolas Koline y Robert Péguy y protagonizada por Charles Vanel y Madeleine Guitty. Fue estrenada en el Reino Unido en 1927 con el título alternativo de Mister Mustard's Millions .
En 1933  se realizó un remake con el mismo nombre: 600,000 francs par mois.

## Reparto
- Nicolas Koline como Anatole Galupin
- Charles Vanel como John Durand
- Madeleine Guitty como Ernestine Galupin
- Hélène Darly como Anna Galupin
- Louis Vonelli como el secretario